# Мухровани (Гардабанский муниципалитет)
Мухровани (груз. მუხროვანი) — село в Грузии, на территории Гардабанского муниципалитета края (мхаре) Квемо-Картли.

## География
Село находится в юго-восточной части Грузии, на расстоянии приблизительно 23 километров (по прямой) к северо-северо-востоку от города Гардабани, административного центра муниципалитета.

## Население
По результатам официальной переписи населения 2014 года в Мухровани проживало 334 человека (158 мужчин и 176 женщин). В национальной структуре населения грузины составляли 80,7 %, азербайджанцы — 16,8 %, армяне — 2,4 %.
| Год  | Население, человек |
| ---- | ------------------ |
| 2002 | 618                |
| 2014 | ↘ 334              |